# Kidekša
Kidekša (rusky Кидекша) je vesnice ve Vladimirské oblasti Ruska. Nachází se na soutoku řek Kamenky a Něrlu, 4 km na východ od Suzdalu. Pozornost přitahuje zejména místní chrám svatých Borise a Gleba z 12. století, který je v rámci Bílých památek Vladimiru a Suzdalu zapsán na seznam světového dědictví UNESCO.

## Historie
Slovo Kidekša je ugrofinského původu a znamená kamenitá řeka. Už z názvu je tedy zřejmé, že osada zde existovala daleko dříve, než si zde kníže Jurij Dolgorukij nechal vybudovat dřevěnou pevnost coby svou rezidenci a než roku 1152 založil chrám svatých Borise a Gleba. Tito dva svatí se zde podle legendy kdysi zdržovali, avšak tuto informaci nelze doložit. Nicméně právě tato pověst vedla nejspíš knížete k založení bělokamenného chrámu zasvěceného těmto prvním ruským světcům.
V době Jurije Dolgorukého byla Kidekša dobře opevněným městečkem. Kníže chtěl vládnout nezávisle na suzdalských bojarech, proto si vystavěl rezienci právě zde, na tomto strategickém místě na soutoku Kamenky a Něrlu. Mocné valy a pevné hradby měly obvod minimálně 1 km.
Se smrtí knížete Dolgorukého se přesunula knížecí rezidence do Bogoljubova. Opravdový úpadek však přišel až po roce 1238, kdy byla Kidekša v rámci mongolského vpádu na Rus vypleněna. Chrám Borise a Gleba byl sice zrekonstruován, ale obyvatelé se postupně vytráceli do nedalekého rozvíjejícího se Suzdalu.
Vedle chrámu svatých Borise a Gleba byl roku 1780 přistavěn zimní chrám svatého Štěpána. V téže době vznikla také zvonice (dnes povážlivě nahnutá), svatá brána a ohrada, která stavby sjednocuje do jediného církevního komplexu.